# Melavöllur
Melavöllur – nieistniejący już wielofunkcyjny stadion w Reykjavíku, stolicy Islandii. Obiekt istniał w latach 1926–1984.
Pierwszy stadion Melavöllur został otwarty 17 czerwca 1911 roku. Obiekt posiadał bieżnię lekkoatletyczną i był położony wzdłuż ulicy Hringbraut. Tamten stadion został zniszczony podczas burzy w 1926 roku. Tego samego roku na jego miejscu oddano do użytku nowy stadion, z tą różnicą, że boisko zostało obrócone o 90 stopni i teraz biegło wzdłuż ulicy Suðurgata. Obiekt ten również posiadał bieżnię lekkoatletyczną. 17 lipca 1946 roku na obiekcie swoje pierwsze spotkanie w historii rozegrała piłkarska reprezentacja Islandii, przegrywając 0:3 z Danią. Islandzka drużyna narodowa rozgrywała swoje mecze na Melavöllur do połowy lat 50. XX wieku, później przeniosła się na Laugardalsvöllur. W latach 1960–1972 na obiekcie rozgrywane były spotkania finałowe piłkarskiego Pucharu Islandii. Po otwarciu Laugardalsvöllur stary Melavöllur stracił jednak na znaczeniu. Po przeniesieniu sztucznego oświetlenia na Laugardalsvöllur w 1984 roku, Melavöllur został zamknięty, a następnie zlikwidowany.